# Congrès national du Honduras
Pour les autres articles nationaux ou selon les autres juridictions, voir Congrès national.
Législature 2022-2026
Palais législatif
Le Congrès national (en espagnol : Congreso Nacional) est le parlement monocaméral du Honduras.

## Système électoral
Le Congrès national est composé de 128 sièges pourvus pour quatre ans au scrutin proportionnel plurinominal avec liste ouverte dans 18 circonscriptions de un à 23 sièges correspondant aux 18 départements du Honduras, le nombre de sièges par circonscription variant en fonction de leur population. La répartition des sièges après décompte des suffrages se fait selon le quotient de Hare et au plus fort reste.
Le droit de vote s'acquiert à 21 ans. Il est obligatoire, mais en pratique aucune sanction n'est appliquée aux abstentionnistes,.

## Liste des présidents
| Nom                                                                     | Début | Fin      |
| ----------------------------------------------------------------------- | ----- | -------- |
| Carlos Alberto Ucles                                                    | 1900  | 1902     |
| Rafael Alvarado Guerrero                                                | 1902  | 1903     |
| Fausto Dávila                                                           | 1904  | 1906     |
| Francisco Escobar                                                       | 1911  | 1913     |
| Rafael Alvarado Manzano                                                 | 1914  | 1915     |
| Francisco Escobar                                                       | 1915  | 1918     |
| Francisco Bográn Barahona                                               | 1919  | 1920     |
| Ángel Ugarte                                                            | 1921  | 1921     |
| Miguel Oquelí Bustillo                                                  | 1923  | 1923     |
| Ángel Sevilla Ramírez                                                   | 1924  | 1924     |
| Ramón Alcerro Castro (Président de l'Assemblée nationale constituante)  | 1924  | 1924     |
| Venancio Callejas                                                       | 1925  | 1926     |
| Tiburcio Carias Andino                                                  | 1926  | 1929     |
| Antonio C. Rivera                                                       | 1929  | 1930     |
| Tiburcio Carias Andino                                                  | 1930  | 1931     |
| Santiago Calix Meza                                                     | 1931  | 1932     |
| Antonio Bográn Mojeron                                                  | 1932  | 1932     |
| Abraham Williams Calderón                                               | 1932  | 1932     |
| Miguel Paz Barahona                                                     | 1933  | 1934     |
| Ramón Alcerro Castro                                                    | 1934  | 1935     |
| Antonio C. Rivera                                                       | 1935  | 1939     |
| Plutarco Muñoz P.                                                       | 1939  | 1948     |
| Luciano Milla Cisneros                                                  | 1949  | 1949     |
| Juan B. Valladares Rodríguez                                            | 1949  | 1949     |
| José Máximo Gálvez                                                      | 1949  | 1950     |
| Camilo Gómez Gómez                                                      | 1950  | 1954     |
| Francisco Salomón Jiménez Castro                                        | 1954  | 1954     |
| Ramón Villeda Morales (Président de l'Assemblée nationale constituante) |       |          |
| Modesto Rodas Alvarado                                                  | 1957  | 1963     |
| Héctor Orlando Gómez Cisneros                                           | 1963  | 1963     |
| Congrès national dissous, en raison du coup d'État (1963)               |       |          |
| Mario E. Rivera López                                                   | 1965  | 1971     |
| Martín Agüero Vega                                                      | 1971  | 1972     |
| Juntes militaires de gouvernement                                       | 1972  | 1981     |
| Roberto Suazo Córdova (Président de l'Assemblée nationale constituante) | 1981  | 1981     |
| José Efraín Bú Girón                                                    | 1981  | 1986     |
| Carlos Orbin Montoya                                                    | 1986  | 1990     |
| Rodolfo Irías Navas                                                     | 1990  | 1994     |
| Carlos Roberto Flores Facussé                                           | 1994  | 1998     |
| Rafael Pineda Ponce                                                     | 1998  | 2001     |
| Porfirio Lobo Sosa                                                      | 2001  | 2004     |
| Roberto Micheletti                                                      | 2005  | 2009     |
| José Alfredo Saavedra                                                   | 2009  | 2010     |
| Juan Orlando Hernández                                                  | 2010  | 2014     |
| Mauricio Oliva Herrera                                                  | 2014  | 2022     |
| Luis Redondo                                                            | 2022  | en cours |